# Österrike i olympiska vinterspelen 1924
Österrike deltog i olympiska vinterspelen 1924. Österrikes trupp bestod av 4 idrottare varav 2 var män och 2 var kvinnor. Samtliga deltagare tog medalj.

## Medaljer

### Guld
- Konståkning
  - Par: Helene Engelmann och Alfred Berger
  - Singel damer: Herma Planck-Szabó

### Silver
- Konståkning
  - Singel herrar: Willy Böckl

## Trupp
- Konståkning
  - Alfred Berger
  - Helene Engelmann
  - Herma Planck-Szabó
  - Willy Böckl